# Тикоцин (гміна)
Гміна Тикоцин (пол. Gmina Tykocin) — місько-сільська гміна у східній Польщі. Належить до Білостоцького повіту Підляського воєводства.
Станом на 31 грудня 2011 у гміні проживало 6477 осіб.

## Територія
Згідно з даними за 2007 рік площа гміни становила 207.34 км², у тому числі:
- орні землі: 63,00%
- ліси: 27,00%

Таким чином, площа гміни становить 6,95% площі повіту.

## Населення
Станом на 31 грудня 2011:
| Опис     | Загалом | Загалом | Чоловіки | Чоловіки | Жінки | Жінки |
| -------- | ------- | ------- | -------- | -------- | ----- | ----- |
| одиниця  | осіб    | %       | осіб     | %        | осіб  | %     |
| все      | 6477    | 100     | 3169     | 48.93    | 3308  | 51.07 |
| міське   | 2002    | 100     | 951      | 47.50    | 1051  | 52.50 |
| сільське | 4475    | 100     | 2218     | 49.56    | 2257  | 50.44 |

## Сусідні гміни
Гміна Тикоцин межує з такими гмінами: Добжинево-Дуже, Завади, Кобилін-Божими, Крипно, Тшцянне, Хорощ.